# 帕尼萨
帕尼萨，是西班牙阿拉贡自治区萨拉戈萨省的一个市镇。 总面积47平方公里，总人口702人（2001年），人口密度15人/平方公里。